# Andrea Cedrón
Andrea del Rosario Cedrón Rodríguez (Trujillo, Perú, 24 de desembre de 1993) és una nedadora professional peruana, va ser l'única representant del Perú en els Jocs Olímpics de Londres 2012; així mateix, també ha representat al seu país, en els Jocs Olímpics de Rio de Janeiro 2016 i en el Campionat Mundial de Natació en Piscina Curta de 2016 sent aquesta la novena vegada que representa al Perú en tornejos d'aquest nivell.

## Biografia
Andrea, és filla de Carlos Cedrón Medina i Jessenia Rodríguez Lescano; té una germana anomenada Gianella. Va estudiar en la “Institución Educativa Particular Inmaculada Virgen de La Puerta”.
Va iniciar la seva pràctiques de natació als 10 anys, ingressant a la Acadèmia de Natació del Golf i Country Club de Trujillo l'any 2002, a partir d'allí entrena sota la direcció d'Aldo Murakami Calataiud.
En el Perú és coneguda com a "la sirena peruana".
Segons ella mateixa refereix, la seva rutina consta de cinc hores d'entrenament diari, comença a les 5:00 a. m. fins a les 7:00 a. m., a la tarda des de les 5:00 p. m. fins a gairebé les 8:00 p. m., compartides entre el gimnàs i la piscina.
Cedrón, ha representat al Perú a nivell mundial, competint en els Jocs Olímpics de Londres 2012 en la prova de 400 metres estilo lliure, categoria dones; qualificant en el 33º lloc.
A nivell continental, ha competit en els XVII Jocs Bolivarians, realitzats en Trujillo, el 2013, obtenint un total de sis medalles, tres d'or i tres de bronze.
Andrea, ostenta també, el rècord nacional de "2:03,38" en la prova dels 200 metres lliures, que li va permetre classificar pels Jocs Panamericans de 2015, on va ocupar el 7° lloc.